# Konstantin Höß

Konstantin Höß

Konstantin Höß (* 25. April 1903 in Prag, Österreich-Ungarn; † 20. März 1970 in Frankfurt am Main) war ein deutscher Politiker (SdP, NSDAP, später GB/BHE).

## Leben und Wirken
Höß absolvierte seine Schullaufbahn an der deutschen Volksschule und Oberrealschule in Prag. Er schloss sich dem Wandervogel an und engagierte sich später in der Böhmerlandbewegung und der Freischar Arndt. Nach dem Ende seiner Schulzeit studierte er an der landwirtschaftlichen Hochschule Hohenheim und in Tetschen-Liebwert. Anschließend leitete er die Bauernhochschule in Geltschhäuseln und war von 1927 bis 1930 bei der Deutschen Landeskommission für Kinderschutz und Jugendfürsorge in Mährisch Schönberg als Berufsvormund beschäftigt. Danach leitete er die Bauernschule in Groß-Ullersdorf. Schließlich engagierte er sich beim Aufbau der Deutschen Jugendfürsorge in der Slowakei.
Höß gehörte dem Kameradschaftsbund für gesellschaftswissenschaftliche Bildung an und trat 1930 in die Karpatendeutsche Partei (KdP) ein. Er wurde in den frühen 1930er Jahren Mitglied der Sudetendeutschen Partei (SdP) Konrad Henleins. Für die Partei übernahm er von 1935 bis 1938 Aufgaben als Sekretär des Parlamentarischen Klubs der Abgeordneten und Senatoren der SdP. Während der Zuspitzung der Sudetenkrise schloss er sich dem Sudetendeutschen Freikorps an. Nach der deutschen Annexion der Sudetengebiete im Herbst 1938 durch das nationalsozialistische Deutsche Reich beantragte er am 28. Dezember 1938 die Aufnahme in die NSDAP und wurde rückwirkend zum 1. November desselben Jahres aufgenommen (Mitgliedsnummer 6.489.496). Er war danach bis 1939 Gauwart der NS-Organisation Kraft durch Freude im Sudetenland. Nach kurzem Wehrdienst wurde Höß im Frühjahr 1939 mit dem Amt des NSDAP-Kreisleiters in Prag betraut.
Höß trat am 28. Februar 1940 im Nachrückverfahren für den vorzeitig ausgeschiedenen Abgeordneten Gustav Adolf Oberlik als Abgeordneter in den nationalsozialistischen Reichstag ein, dem er bis zum Ende der NS-Herrschaft im Frühjahr 1945 als Vertreter des Sudetenlandes angehörte.
Am 1. Februar 1942 wurde Höß als Kreisleiter in Prag durch Reinhard Heydrich abgesetzt, da dieser früher dem Kameradschaftsbund angehört hatte. Von Februar 1942 bis 1945 amtierte Höß stattdessen als Direktor der Zentralbank der Genossenschaften für Böhmen und Mähren.
Nach dem Zweiten Weltkrieg war Höß 1945 kurzzeitig in Haft. Danach war er als kaufmännischer Angestellter in Hessen tätig. Er trat dem Witikobund bei, war seit 1968 Geschäftsführer des Verbandes heimatvertriebener Verleger e.V. und leitete eine Begegnungsstätte in Vlotho. Zudem engagierte er sich in der Vertriebenenpartei GB/BHE, für die er bei der Bundestagswahl 1957 erfolglos im Bundestagswahlkreis Frankfurt am Main III und auf der hessischen Landesliste kandidierte.

## Schriften
- Die SdP im Parlament. Ein Jahresbericht. Im Auftrage des parlamentarischen Klubs der SdP und der KdP Zusammengestellt. 1935.
- Die SdP im Parlament. Ein Jahresbericht 1935/36. […] im Auftrag der Hauptleitung und des Vorstandes des parlamentarischen Klubs der SdP und der KdP zusammengest. 1937.